# Gene Krupa
Gene Krupa (født 15. januar 1909, død 16. oktober 1973) var en amerikansk trommeslager.
Krupa begyndte at spille trommer i en ung alder, og deltog i sin første pladeindspilning i Chicago i 1927. To år senere flyttede han til New York, og i 1935 begyndte han i Benny Goodmans orkester. Han blev her kendt for sit spektakulære sceneshow.
Krupa gjorde stor succes i Goodmans orkester, og han nåede stjernestatus med den karakteristiske sang "Sing, Sing, Sing" i 1938. Samme år stoppede han i orkesteret, og begyndte for sig selv. Solokarrieren stoppede brat da Krupa blev arresteret for misbrug af narkotika i 1943, men efter at han blev frikendt gik han tilbage til Goodman, og senere Tommy Dorsey, og i 1951 begyndte han som bandleder igen. I løbet af 1950- og 1960'erne indspillede han flere plader, både som bandleder og med andre artister, og han rejste i mange turnéer for Jazz at the Philharmonic før han trak sig tilbage fra rampelyset.